# Barilius canarensis
Barilius canarensis е вид лъчеперка от семейство Шаранови (Cyprinidae). Видът е застрашен от изчезване.

## Разпространение
Разпространен е в Индия (Карнатака).

## Описание
На дължина достигат до 15 cm.
Популацията на вида е намаляваща.